# Крняк
45°20′ пн. ш. 15°35′ сх. д. / 45.33° пн. ш. 15.59° сх. д.
Крняк (хорв. Krnjak) – громада і населений пункт в Карловацькій жупанії Хорватії.

## Населення
Населення громади за даними перепису 2011 року становило 1 985 осіб, 1 з яких назвали рідною українську мову. Населення самого поселення становило 371 осіб.
Динаміка чисельності населення громади:
Динаміка чисельності населення центру громади:

## Населені пункти
Крім поселення Крняк, до громади також входять:
- Бієлий Кланаць
- Бреборниця
- Будацька Рієка
- Бурич Село
- Чатрня
- Доній Будацький
- Дугий Дол
- Дворище
- Горній Будацький
- Горній Скрад
- Грабоваць Крняцький
- Грабоваць Войницький
- Хрватсько Жарище
- Яснич-Брдо
- Кесеров Поток
- Мала Црквина
- Млаковаць
- Павкович Село
- Перичі
- Подгор'є Крняцько
- Поляна Войницька
- Понораць
- Растоваць Будацький
- Суходол Будацький
- Трупиняк
- Велика Црквина
- Войнович Брдо
- Загор'є
- Зимич